# William Henry Stiles

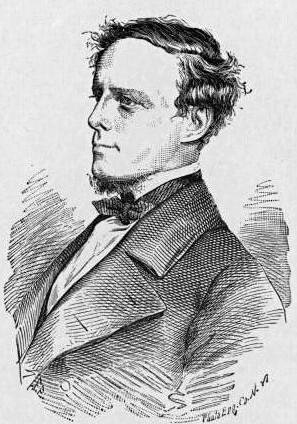
William Henry Stiles

William Henry Stiles (* 1. Januar 1808 in Savannah, Georgia; † 20. Dezember 1865 ebenda) war ein US-amerikanischer Politiker. Zwischen 1843 und 1845 vertrat er den Bundesstaat Georgia im US-Repräsentantenhaus. Außerdem war er von 1845 bis 1849 Botschafter der Vereinigten Staaten im Kaisertum Österreich.

## Werdegang
William Stiles war ein Enkel von Joseph Clay (1741–1804), der für Georgia in den Kontinentalkongress gewählt worden war. Er besuchte die Schulen seiner Heimat. Nach einem anschließenden Jurastudium am Yale College und seiner im Jahr 1831 erfolgten Zulassung als Rechtsanwalt begann er in Savannah in seinem neuen Beruf zu arbeiten. Zwischen 1833 und 1836 war er Generalstaatsanwalt (Solicitor General) für den östlichen Teil von Georgia.
Politisch war Stiles Mitglied der Demokratischen Partei. Bei den staatsweit abgehaltenen Kongresswahlen des Jahres 1842 wurde er für das zweite Abgeordnetenmandat von Georgia in das US-Repräsentantenhaus in Washington, D.C. gewählt, wo er am 4. März 1843 die Nachfolge von Thomas Flournoy Foster antrat. Bis zum 3. März 1845 absolvierte Stiles aber nur eine Legislaturperiode im Kongress. Diese war von den Diskussionen um eine mögliche Annexion der seit 1836 von Mexiko unabhängigen Republik Texas geprägt. Nach seiner Zeit im Repräsentantenhaus wurde Stiles vom neuen Präsidenten James K. Polk zum US-Botschafter in Österreich ernannt. Dieses Amt bekleidete er bis 1849. Während seiner Zeit in Wien erlebte er die Revolution von 1848, die in Österreich zum Sturz von Klemens von Metternich führte.
Nach seiner Rückkehr nach Georgia arbeitete Stiles wieder als Anwalt in Savannah. Außerdem wurde er in das Repräsentantenhaus von Georgia gewählt, dessen Präsident er im Jahr 1858 war. Im Jahr 1860 war Stiles Delegierter zur Democratic National Convention in Baltimore. Während des nun folgenden Bürgerkrieges diente er als Oberst im Heer der Konföderation. Danach befasste er sich mit literarischen Angelegenheiten. William Stiles starb am 20. Dezember 1865 in seiner Geburtsstadt Savannah.